# Liss-Resjön
Liss-Resjön är en sjö i Malung-Sälens kommun i Dalarna och ingår i Dalälvens huvudavrinningsområde. Sjön har en area på 0,06 kvadratkilometer och ligger 588,3 meter över havet. Sjön avvattnas av vattendraget Baggbäcken.

## Delavrinningsområde
Liss-Resjön ingår i det delavrinningsområde (679461-136484) som SMHI kallar för Förgrening. Medelhöjden är 593 meter över havet och ytan är 11,9 kvadratkilometer. Det finns inga avrinningsområden uppströms utan avrinningsområdet är högsta punkten. Baggbäcken som avvattnar avrinningsområdet har biflödesordning 3, vilket innebär att vattnet flödar genom totalt 3 vattendrag innan det når havet efter 469 kilometer. Avrinningsområdet består mestadels av skog (62 procent) och sankmarker (33 procent). Avrinningsområdet har 0,41 kvadratkilometer vattenytor vilket ger det en sjöprocent på 3,5 procent.